# Beatrice Chebet
Beatrice Chebet (Kericho, 5 marzo 2000) è una mezzofondista keniota, campionessa olimpica dei 5000 metri piani e dei 10000 metri piani ai Giochi Olimpici di Parigi 2024.

## Carriera
Beatrice Chebet si fa notare ai mondiali di Eugene del 2022, dove si aggiudica la medaglia d'argento nei 5000 metri piani con un tempo di 14'46"75. Nella stessa stagione, vince altri due ori nei 5000 metri piani ai Giochi del Commonwealth e ai Campionati Africani.
L'anno dopo si conferma nei 5000 metri piani, vincendo la sua seconda medaglia iridata a Budapest, dove si classifica terza dietro a Faith Kipyegon e Sifan Hassan con un tempo di 14'54"33.
Il 25 maggio 2024 stabilisce, in un meeting a Eugene, il nuovo record mondiale nei 10000 metri piani registrando il crono di 28'54"14: in questo modo diventa, peraltro, la prima donna a infrangere il muro dei ventinove minuti sulla distanza.
Alle Olimpiadi di Parigi 2024 conquista la medaglia d'oro sia nei 5000 sia nei 10000 metri piani.
Il 5 luglio 2025 vince il Prefontaine Classic di Eugene con il crono di 13'58"06, stabilendo così il nuovo record del mondo dei 5000 metri piani su pista e diventando anche la prima donna della storia a correre questa distanza sotto i 14 minuti.

## Palmarès
| Anno | Manifestazione           | Sede         | Evento         | Risultato | Prestazione | Note                                     |
| ---- | ------------------------ | ------------ | -------------- | --------- | ----------- | ---------------------------------------- |
| 2017 | Mondiali U18             | Nairobi      | 3000 m piani   | 4ª        | 9'33"26     |                                          |
| 2018 | Mondiali U20             | Tampere      | 5000 m piani   | Oro       | 15'31"66    |                                          |
| 2019 | Mondiali di cross        | Aarhus       | Corsa U20      | Oro       | 20'50"      |                                          |
| 2019 | Mondiali di cross        | Aarhus       | A squadre      | Argento   | 26 p.       |                                          |
| 2019 | Campionati africani U20  | Abidjan      | 5000 m piani   | Oro       | 16'02"66    |                                          |
| 2022 | Campionati africani      | Saint Pierre | 5000 m piani   | Oro       | 15'00"82    |                                          |
| 2022 | Mondiali                 | Eugene       | 5000 m piani   | Argento   | 14'46"75    | Miglior prestazione personale stagionale |
| 2022 | Giochi del Commonwealth  | Birmingham   | 5000 m piani   | Oro       | 14'38"21    | Miglior prestazione personale stagionale |
| 2023 | Mondiali di cross        | Bathurst     | Corsa seniores | Oro       | 33'48"      |                                          |
| 2023 | Mondiali di cross        | Bathurst     | A squadre      | Oro       | 16 p.       |                                          |
| 2023 | Mondiali                 | Budapest     | 5000 m piani   | Bronzo    | 14'54"33    |                                          |
| 2023 | Mondiali corsa su strada | Riga         | 5 km           | Oro       | 14'35"      | Record dei campionati                    |
| 2024 | Mondiali di cross        | Belgrado     | Corsa seniores | Oro       | 31'05"      |                                          |
| 2024 | Mondiali di cross        | Belgrado     | A squadre      | Oro       | 10 p.       |                                          |
| 2024 | Giochi olimpici          | Parigi       | 5000 m piani   | Oro       | 14'28"56    |                                          |
| 2024 | Giochi olimpici          | Parigi       | 10000 m piani  | Oro       | 30'43"25    |                                          |

## Campionati nazionali
2019
- 8ª ai campionati kenioti, 5000 m piani - 15'56"39

2022
- Oro ai campionati kenioti, 5000 m piani - 15'30"15

2024
- 4ª ai campionati kenioti di corsa campestre

## Altre competizioni internazionali
2019
- 16ª alla Doha Diamond League ( Doha), 3000 m piani - 8'49"05
- 16ª al Prefontaine Classic ( Eugene), 3000 m piani - 8'53"60

2020
- 13ª alla Doha Diamond League ( Doha), 3000 m piani - 8'50"40

2021
- 5ª ai Bislett Games ( Oslo), 5000 m piani - 14'34"55
- 8ª al Memorial Van Damme ( Bruxelles), 5000 m piani - 14'47"31
- Oro alla Doha Diamond League ( Doha), 3000 m piani - 8'27"49
- 11ª al Meeting de Paris ( Parigi), 3000 m piani - 8'44"27
- Argento al Cross de Atapuerca ( Atapuerca) - 25'04"
- Bronzo al Cross Internacional de Itálica ( Siviglia) - 24'35"

2022
- Bronzo al Campaccio ( San Giorgio su Legnano) - 26'18"
- Argento alla CrossCup de Hannut ( Hannut) - 20'56"
- 16ª alla Doha Diamond League ( Doha), 3000 m piani - 9'00"62
- Argento al Prefontaine Classic ( Eugene), 2 miglia - 9'14"71
- Bronzo all'Athletissima ( Losanna), 3000 m piani - 8'27"14
- Oro al Weltklasse Zürich ( Zurigo), 5000 m piani - 14'31"03
- Vincitrice della Diamond League nella specialità dei 3000 / 5000 m piani

2023
- Argento ai London Anniversary Games ( Londra), 5000 m piani - 14'12"92
- Oro al Bauhaus-Galan ( Stoccolma), 5000 m piani - 14'36"52
- Oro ai Bislett Games ( Oslo), 3000 m piani - 8'25"01
- Oro alla Cinque Mulini ( San Vittore Olona) - 19'41"
- Oro alla Xiamen Diamond League ( Xiamen), 3000 m piani - 8'24"05
- Argento al Prefontaine Classic ( Eugene), 5000 m piani - 14'05"92

2024
- Oro al Doha Diamond League ( Doha), 5000 m piani - 14'26"98
- Oro al Prefontaine Classic ( Eugene), 10000 m piani[7] - 28'54"14
- Oro al Weltklasse Zürich ( Zurigo), 5000 m piani - 14'09"52
- Oro al Memorial Van Damme ( Bruxelles), 5000 m piani - 14'09"82
- Vincitrice della Diamond League nella specialità dei 3000 / 5000 m piani
- Oro alla Cursa dels Nassos ( Barcellona), 5 km - 13'54"

2025
- Oro al Golden Gala Pietro Mennea ( Roma), 5000 m piani - 14'03"69
- Oro alla Xiamen Diamond League ( Xiamen), 5000 m piani - 14'27"12
- Oro al Meeting international Mohammed VI d'athlétisme de Rabat ( Rabat), 3000 m piani - 8'11"56  [8]
- Oro al Cross Internacional Juan Muguerza ( Elgoibar) - 25'49"
- Oro al Prefontaine Classic ( Eugene), 5000 m piani - 13'58"06
- Argento al Kamila Skolimowska Memorial ( Chorzów), 1500 m piani - 3'54"73